# Karate klub Uskopljak
KK Uskopljak je karate klub iz Uskoplja, BiH.
Klub je osnovan 2008. godine, te je jedan od najmlađih športskih klubova na području općine Uskoplje. U klubu trenira oko 50 polaznika. Trener karataša Uskopljaka je Željko Šarić, a prvi predsjednik je Ljuban Herceg. 
Klub je ostvario uspjehe u najmlađim uzrasnim kategorijama.